# Bagnasco
Bagnasco é uma comuna italiana da região do Piemonte, província de Cuneo, com cerca de 1.012 habitantes. Estende-se por uma área de 31 km², tendo uma densidade populacional de 33 hab/km². Faz fronteira com Battifollo, Calizzano (SV), Lisio, Massimino (SV), Nucetto, Perlo, Priola, Viola.

## Demografia
| Variação demográfica do município entre 1861 e 2011                               |
|                                                                                   |
| Fonte: Istituto Nazionale di Statistica (ISTAT) - Elaboração gráfica da Wikipedia |